# جورج باند (بازیکن فوتبال)
جورج باند (انگلیسی: George Bond; ۱۱ فوریهٔ ۱۹۱۰ – ۱ ژانویهٔ ۱۹۸۲) بازیکن فوتبال اهل بریتانیا بود.
از باشگاه‌هایی که در آن بازی کرده‌است می‌توان به باشگاه فوتبال میلوال اشاره کرد.